# Nationalliga A (2002/2003)
Nationalliga A (2002/2003) – 105. edycja najwyższej piłkarskiej klasy rozgrywkowej w  Szwajcarii. Rozpoczęły się 3 lipca 2002 roku, zakończyły się natomiast 31 maja 2002 roku. W rozgrywkach wzięło udział dwanaście drużyn. Przed rozpoczęciem sezonu 2002/2003 licencji nie otrzymały: FC Lausanne-Sport, FC Sion i FC Lugano, w związku z czym ich miejsce zajęły: FC Aarau, SR Delémont i FC Luzern. Mistrzowski tytuł wywalczyła drużyna Grasshoppers Zurych. Królem strzelców ligi został Richard Núñez z Grasshoppers Zurych, który zdobył 27 goli. Po sezonie 2002/2003 liga zmieniła nazwę na Swiss Super League i została zmniejszona do dziesięciu zespołów.

## Drużyny
| Uczestnicy poprzedniej edycji                                                                                 | Uczestnicy poprzedniej edycji | Uczestnicy poprzedniej edycji | Uczestnicy poprzedniej edycji |
| --- | ----------------------------- | ----------------------------- | ----------------------------- |
| BAS | FC Basel                      | 1                             |                               |
| GRA | Grasshopper Club Zurych       | 2                             |                               |
| SER | Servette FC                   | 3                             |                               |
| ZUR | FC Zürich                     | 4                             |                               |
| GAL | FC Sankt Gallen               | 5                             |                               |
| YBO | BSC Young Boys                | 6                             |                               |
| NEU | Neuchâtel Xamax               | 7                             |                               |
| Awans z Nationalligi B (2001/2002)                                                                            |                               |                               |                               |
| WIL | FC Wil                        | 1                             |                               |
| THU | FC Thun                       | 2                             |                               |
| AAR | FC Aarau                      | 3                             |                               |
| DEL | SR Delémont                   | 4                             |                               |
| LUZ | FC Luzern                     | 5                             |                               |
| Oznaczenia: - kolumna pierwsza – skróty nazw drużyn, - kolumna trzecia – miejsce zajęte w poprzednim sezonie. |                               |                               |                               |

Po poprzednim sezonie spadły: FC Lausanne-Sport, FC Sion i FC Lugano.

## Sezon zasadniczy

### Tabela
| Lp. | Drużyna                 | M  | Z  | R | P  | Bramki | Bramki | Różn. | Pkt | Uwagi              |
| --- | ----------------------- | -- | -- | - | -- | ------ | ------ | ----- | --- | ------------------ |
| 1   | Grasshopper Club Zurych | 22 | 15 | 4 | 3  | 58     | 26     | +32   | 49  | Grupa mistrzowska  |
| 2   | FC Basel                | 22 | 14 | 5 | 3  | 57     | 25     | +32   | 47  | Grupa mistrzowska  |
| 3   | FC Thun                 | 22 | 9  | 4 | 9  | 33     | 33     | 0     | 31  | Grupa mistrzowska  |
| 4   | FC Wil                  | 22 | 8  | 7 | 7  | 43     | 45     | −2    | 31  | Grupa mistrzowska  |
| 5   | FC Zürich               | 22 | 9  | 4 | 9  | 35     | 37     | −2    | 31  | Grupa mistrzowska  |
| 6   | Neuchâtel Xamax         | 22 | 8  | 7 | 7  | 30     | 33     | −3    | 31  | Grupa mistrzowska  |
| 7   | BSC Young Boys          | 22 | 8  | 6 | 8  | 41     | 41     | 0     | 30  | Grupa mistrzowska  |
| 8   | Servette FC             | 22 | 8  | 5 | 9  | 45     | 37     | +8    | 29  | Grupa mistrzowska  |
| 9   | FC Luzern               | 22 | 7  | 5 | 10 | 31     | 38     | −7    | 26  | Grupa awans/spadek |
| 10  | FC Sankt Gallen         | 22 | 6  | 6 | 10 | 31     | 48     | −17   | 24  | Grupa awans/spadek |
| 11  | SR Delémont             | 22 | 6  | 6 | 10 | 31     | 48     | −17   | 24  | Grupa awans/spadek |
| 12  | FC Aarau                | 22 | 5  | 3 | 14 | 19     | 40     | −21   | 18  | Grupa awans/spadek |

## Grupa mistrzowska
| Lp. | Drużyna                 | M  | Z  | R | P | Bramki | Bramki | Różn. | Pkt | Uwagi                                         |
| --- | ----------------------- | -- | -- | - | - | ------ | ------ | ----- | --- | --------------------------------------------- |
| 1   | Grasshopper Club Zurych | 14 | 9  | 5 | 0 | 37     | 15     | +22   | 57  | Liga Mistrzów UEFA • III runda kwalifikacyjna |
| 2   | FC Basel                | 14 | 10 | 2 | 2 | 38     | 17     | +21   | 56  | Puchar UEFA • I runda                         |
| 3   | Neuchâtel Xamax         | 14 | 5  | 4 | 5 | 18     | 17     | +1    | 35  | Puchar UEFA • Runda kwalifikacyjna            |
| 4   | BSC Young Boys          | 14 | 6  | 1 | 7 | 21     | 29     | −8    | 34  | Puchar UEFA • Runda kwalifikacyjna            |
| 5   | FC Zürich               | 14 | 4  | 3 | 7 | 20     | 23     | −3    | 31  |                                               |
| 6   | Servette FC             | 14 | 4  | 4 | 6 | 16     | 26     | −10   | 31  |                                               |
| 7   | FC Thun                 | 14 | 3  | 3 | 8 | 18     | 30     | −12   | 28  |                                               |
| 8   | FC Wil                  | 14 | 2  | 4 | 8 | 19     | 30     | −11   | 26  |                                               |

## Grupa awans/spadek
| Lp. | Drużyna         | M  | Z | R | P | Bramki | Bramki | Różn. | Pkt | Uwagi |
| --- | --------------- | -- | - | - | - | ------ | ------ | ----- | --- | ----- |
| 1   | FC Aarau        | 12 | 9 | 1 | 2 | 30     | 13     | +17   | 28  |       |
| 2   | FC Sankt Gallen | 12 | 7 | 3 | 2 | 25     | 9      | +16   | 24  |       |
| 3   | FC Luzern       | 12 | 4 | 4 | 4 | 24     | 22     | +2    | 16  |       |
| 4   | FC Vaduz        | 12 | 3 | 4 | 5 | 17     | 23     | −6    | 13  |       |
| 5   | FC Sion         | 12 | 3 | 3 | 6 | 14     | 18     | −4    | 12  |       |
| 6   | SR Delémont     | 12 | 3 | 3 | 6 | 13     | 24     | −11   | 12  |       |
| 7   | SC Kriens       | 12 | 3 | 2 | 7 | 14     | 28     | −14   | 11  |       |
| 8   | FC Lugano       | 0  | 0 | 0 | 0 | 0      | 0      | 0     | 0   |       |

## Najlepsi strzelcy
27 bramek
- Richard Nuñez (Grasshopper Club Zurych)

20 bramek
- Christian Giménez (FC Basel)
- Milaim Rama (FC Thun)

19 bramek
- Julio Hernán Rossi (FC Basel)

17 bramek
- Alhassane Keita (FC Zürich)
- Leandro Fonseca (Neuchâtel Xamax)

16 bramek
- André Muff (FC Luzern)

15 bramek
- Stéphane Chapuisat (BSC Young Boys)
- Alexandre Rey (Neuchâtel Xamax)